# Olaf Lindenbergh
Pour les articles homonymes, voir Lindenberg.
Olaf Lindenbergh, né le 6 février 1974 à Purmerend, est un footballeur néerlandais retraité.

## Biographie

### Carrière
- 1994-2000 :  De Graafschap (D1)
- 2000-2005 :  AZ Alkmaar (D1)
- 2005-2007 :  Ajax Amsterdam (D1)
- 2007-2008 :  Sparta Rotterdam (D1)
- 2008-2009 :  VPV Purmersteijn (amateurs)
- 2009-2010 :  AGOVV Apeldoorn (D2)
- 2010-2012 :  FC Volendam (D2)
- 2012-0000 :  ASV De Dijk (amateurs)[1],[2]

## Palmarès
Ajax Amsterdam
- Coupe des Pays-Bas
  - Vainqueur (2) : 2006, 2007
- Trophée Johan Cruyff
  - Vainqueur (2) : 2005, 2006